# Isidor Isaac Rabi
Isidor Isaac Rabi (született Israel Isaac Rabi; Isador Rabi névváltozata is ismert) (Rymanów, 1898. július 29. – New York, 1988. január 11.) fizikai Nobel-díjas amerikai fizikus.

## Életrajza
Rabi az Osztrák–Magyar Monarchia Galícia tartományában fekvő Rymanówban (ma Lengyelország) született, és már a következő évben az Amerikai Egyesült Államokba vitték szülei. Egyetemi diplomáját 1919-ben a Cornell Egyetemen szerezte meg kémiából, majd a Columbia Egyetemen kapott tudományos fokozatot (Ph.D) 1927-ben. A következő két évet ösztöndíjasként Európában töltötte, olyan kiemelkedő fizikusok társaságában dolgozhatott, mint Niels Bohr, Werner Heisenberg, Wolfgang Pauli és Otto Stern. Az Amerikai Egyesült Államokba való visszatérése után a Columbia Egyetemen kapott állást és visszavonulásáig ott is dolgozott.
Rabi 1930-ban a protonok és az atommagok közötti kötőerő természetére vonatkozó vizsgálatokat folytatott. Ez a kutatása vezetett el a molekulasugár-spektroszkópiai módszer (mágneses magrezonanciás detektálás) megalkotásához, melyért 1944-ben fizikai Nobel-díjat kapott.
1940-ben engedélyezték, hogy a Massachusetts Institute of Technology Sugárzástani Laboratóriumának igazgatóhelyetteseként részt vegyen a radar és az atombomba kifejlesztésében. Leslie Groves tábornok személyes erőfeszítéseket tett Rabi Los Alamosba hívására, mivel Rabi Robert Oppenheimer tanítványa volt, akivel kölcsönösen szoros és tiszteletteljes kapcsolatot tartott. Groves arra számított, hogy Rabi jelenléte segít Oppenheimernek a hatalmas terhelés elviselésében. A fejlesztés eredményeképpen végezték el az első kísérleti atomrobbantást Új-Mexikó államban (Trinity teszt). A kísérleti robbantáson dolgozó tudósok fogadást kötöttek a robbanás hatóerejére, a jóslatok a teljes kudarctól az egész bolygó megsemmisítéséig terjedtek. Rabi 18 kilotonnás becslése járt a legközelebb a tényleges 20 kilotonnás hatáshoz, ezért ő nyerte a fogadást.
A háború után folytatta kutatásait, részt vett a lézer és az atomóra kifejlesztésében. Egyik alapítója volt a Brookhaveni Nemzeti Laboratóriumnak és a CERN-nek, továbbá Harry S. Truman elnök második tudományos tanácsadója volt.
Rabi 1945-től 1949 vezette a Columbia Egyetem fizikai tanszékét; ez alatt az időszak alatt két Nobel-díjasa is volt az egyetemnek (Rabi és Enrico Fermi), valamint további tizenegy Nobel-díjas kezdte itt tanulmányait. Amikor 1964-ben a Columbia Egyetem létrehozta az Egyetem Professzora címet, Rabi volt az első, aki ezt a címet megkapta. Az oktatástól 1967-ben visszavonult, de a tanszéken aktív maradt és 1988-ban bekövetkezett haláláig Professzor Emeritus és tiszteletbeli előadó volt.
Híres mondása: „a világ jobb lenne Teller Ede nélkül”.

## Munkái
Rabi, Isidor Isaac. My life and times as a physicist;. Claremont College, 55. o. (1960)
Rabi, Isidor Isaac. Science: The Center of Culture. New York: World Publishing Co. (1970. május 14.)
Rabi, Isidor Isaac, Robert Serber, Victor F. Weisskopf, Abraham Pais, Glenn T. Seaborg. Oppenheimer: The Story of One of the Most Remarkable Personalities of the 20th Century.. Scribner's (1969. május 14.)

## Fordítás
- Ez a szócikk részben vagy egészben  az   Isidor Isaac Rabi című angol Wikipédia-szócikk ezen változatának fordításán alapul.  Az eredeti cikk szerkesztőit annak laptörténete sorolja fel. Ez a jelzés csupán a megfogalmazás eredetét és a szerzői jogokat jelzi, nem szolgál a cikkben szereplő információk forrásmegjelöléseként.